# Sidi Embarek Moskee
De Sidi Embarek Moskee is een moskee in het buitengebied van de Spaanse stad Ceuta, aan de Calle Capitán Claudio Vazquez.

## Geschiedenis
Aanvankelijk was het een marabout uit de 18e eeuw dat waarschijnlijk gekoppeld was aan het Serrallo-paleis. In 1940 werd een moskee gebouwd volgens een project van de gemeentelijke architect José María Tejero y de Benito en onlangs werd de gebedsruimte herbouwd volgens een project van de architecten Ana Sales González en Teresa Cerdeira en Bravo de Mansilla.

## Beschrijving
Het is gebouwd van gewapend beton. Het heeft een vierkante plattegrond, waardoor de Capitán Claudio Vazquez-straat een veranda heeft die wordt ondersteund door kolommen die fungeert als een wassingpatio, die ontbreekt. In de omgeving bevindt zich een islamitische begraafplaats.

### Exterieur
De gevels zijn strak met alleen dubbele beglazing en met aan de veranda gelegen deuren met hoefijzerbogen.

### Interieur
Het is relatief sober met pilaren, pleisterwerk en kroonluchters.